# Membro
Chamam-se membros as partes articuladas de muitos animais que permitem a locomoção e — no caso do ser humano e outros primatas — transporte de carga e crias e manuseamento de ferramentas.
Os membros que se projectam do tronco são os membros superiores (braços) e os membros inferiores (pernas). Nos quadrúpedes, designam-se membros (ou extremidades) torácicas e membros (ou extremidades) pélvicos. No caso do ser humano designam-se os braços extremidades superiores e as pernas extremidades inferiores.